# Daliat el Karmel
 (décembre 2023).
Si vous disposez d'ouvrages ou d'articles de référence ou si vous connaissez des sites web de qualité traitant du thème abordé ici, merci de compléter l'article en donnant les références utiles à sa vérifiabilité et en les liant à la section « Notes et références ».
Daliat el Karmel (en hébreu : דלית אל כרמל) est une ville d'Israël située sur le mont Carmel, au sud-est de Haïfa. Sa population est de religion druze. L'origine de son nom vient des nombreuses vignes (Kerem en arabe) plantées aux alentours de la ville. Il s'agit de la plus importante ville druze du pays au niveau de sa superficie, puisqu'elle s'étend sur une surface de 10 000 dounam.
Daliat el Karmel est entourée de nombreux sites historiques, tels que la Muhraka.
Du fait de sa situation géographique, de son climat agréable et de ses terres fertiles, la ville attire toujours plus d'habitants, et elle compte aujourd'hui une population de 13 000 personnes, dont la grande majorité est de religion druze.
Les habitants de Daliat el Karmel sont connus pour leur hospitalité et savent cumuler la tradition et la vie moderne.
Depuis 1956, les druzes de Daliat el Karmel, comme les habitants des autres villages druzes environnants, sont engagés dans les rangs de Tsahal, et nombre d'entre eux sont tombés durant les différents combats des guerres d'Israël.